# Актас (городская администрация Сарани)
Акта́с (от каз. Ақ тас — белый камень) — посёлок городского типа в Карагандинской области в Казахстане. Находится в подчинении городской администрации г. Сарани. Административный центр и единственный населённый пункт Актасской поселковой администрации. Посёлок расположен в 18 км к юго-западу от города Караганды. Код КАТО — 352231100.
Основан в 1950 году в связи с освоением западного участка Карагандинского угольного бассейна. Получил своё имя из-за разработки белой глины (сырьё для кирпичей).
В посёлке обогатительная фабрика ЦОФ, шиноремонтный завод, крупная автоколонна. Действует шахта № 121 «Актасская» и № 122 «им. Кузембаева». Через Актас проходит автомобильная дорога Караганда — Топар. Рядом проходит дорога Караганда — Сарань.

## Население
В 1999 году население посёлка составляло 9260 человек (4331 мужчина и 4929 женщин). По данным переписи 2009 года, в посёлке проживало 8252 человека (3816 мужчин и 4436 женщин).
На начало 2019 года, население посёлка составило 8731 человек (4055 мужчин и 4676 женщин).